# 南国警察署
南国警察署（なんこくけいさつしょ）は、高知県警察が管轄する警察署の一つ。署長は警視。

## 所在地
- 本署
  - 高知県南国市大埇乙799番地1
- 香南警察庁舎
  - 高知県香南市赤岡町1375番地
- 香美警察庁舎
  - 高知県香美市土佐山田町栄町12番2号

## 管轄区域
- 南国市
- 香南市
- 香美市

## 沿革
- 1886年(明治19年)10月1日 - 後免警察署(高知県警察部所属)が設置される[1]。
- 1912年(明治45年)4月1日 - 大篠警察署に改称[1]。
- 1948年(昭和23年)2月1日 - 国家地方警察高知県本部に移管され、香長地区警察署に改称[1]。
- 1952年(昭和27年)1月1日 - 後免地区警察署に改称[1]。
- 1954年(昭和29年)7月1日 - 高知県警察に移管され、高知県後免警察署に改称[1]。
- 1959年(昭和34年)10月15日 - 南国市発足により高知県南国警察署に改称[1]。
- 1973年 - 高知県南国市大埇甲1598番地の1に移転。
- 2014年(平成26年)4月1日 - 高知東警察署新設[2]に伴い、高知市東部を移管[3]。
- 2016年（平成28年）
  - 2月6日 - 新庁舎完成。
  - 4月1日 - 香南警察署及び香美警察署を統合。
- 2024年（令和6年）4月1日 - 日章駐在所を廃止。

## 組織
- 警務課
- 会計庶務課
- 生活安全課
- 地域課
- 刑事課
- 交通課
- 警備課

## 駐在所
- 南国市
  - 浜改田駐在所 - 南国市浜改田1332番地1
  - 十市駐在所 - 南国市緑ヶ丘一丁目1501番地3
  - 岡豊駐在所 - 南国市岡豊町八幡127番地1
  - 植野駐在所 - 南国市植野211番地1
- 香南市
  - 夜須駐在所 - 香南市夜須町千切537番地7
  - 下分駐在所 - 香南市香我美町下分663番地1
  - 吉川駐在所 - 香南市吉川町吉原108番地9
  - のいち駐在所 - 香南市野市町西野2072番地4
- 香美市
  - 片地駐在所 - 香美市土佐山田町佐古藪216番地1
  - 香北駐在所 - 香美市香北町美良布223番地3
  - 繁藤駐在所 - 香美市土佐山田町繁藤5番地
  - 大栃駐在所 - 香美市物部町大栃1390番地1

## 警備派出所
- 空港警備派出所 - 南国市久枝乙58番地高知空港1F

## 周辺
- 国道55号

## 参考資料
- 高知県警察史　昭和編　昭和54年3月30日　高知県警察本部